# Jüdische Gemeinde Freudental

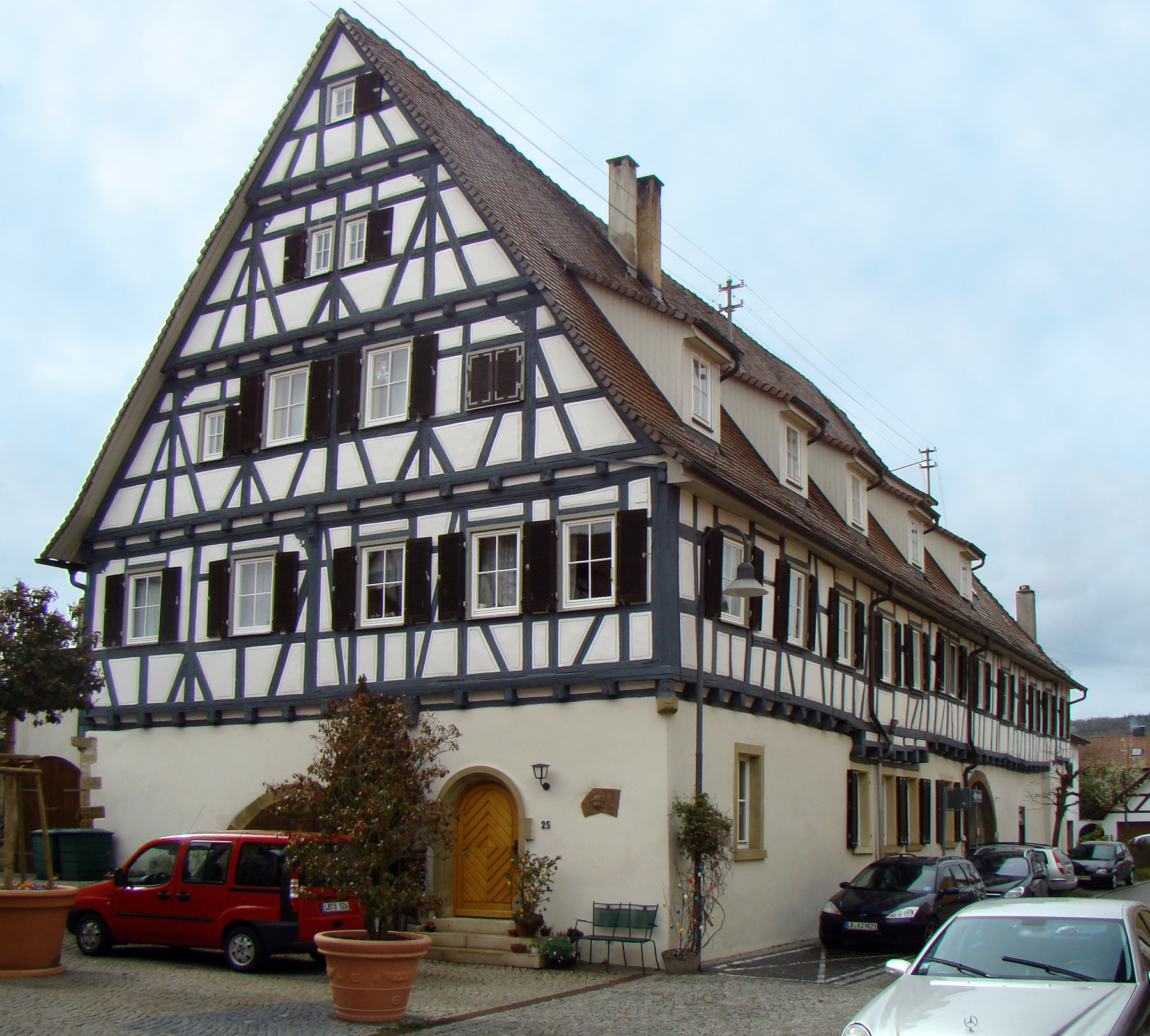
Die ersten Freudentaler Juden lebten ab 1723 im sogenannten Judenschlössle

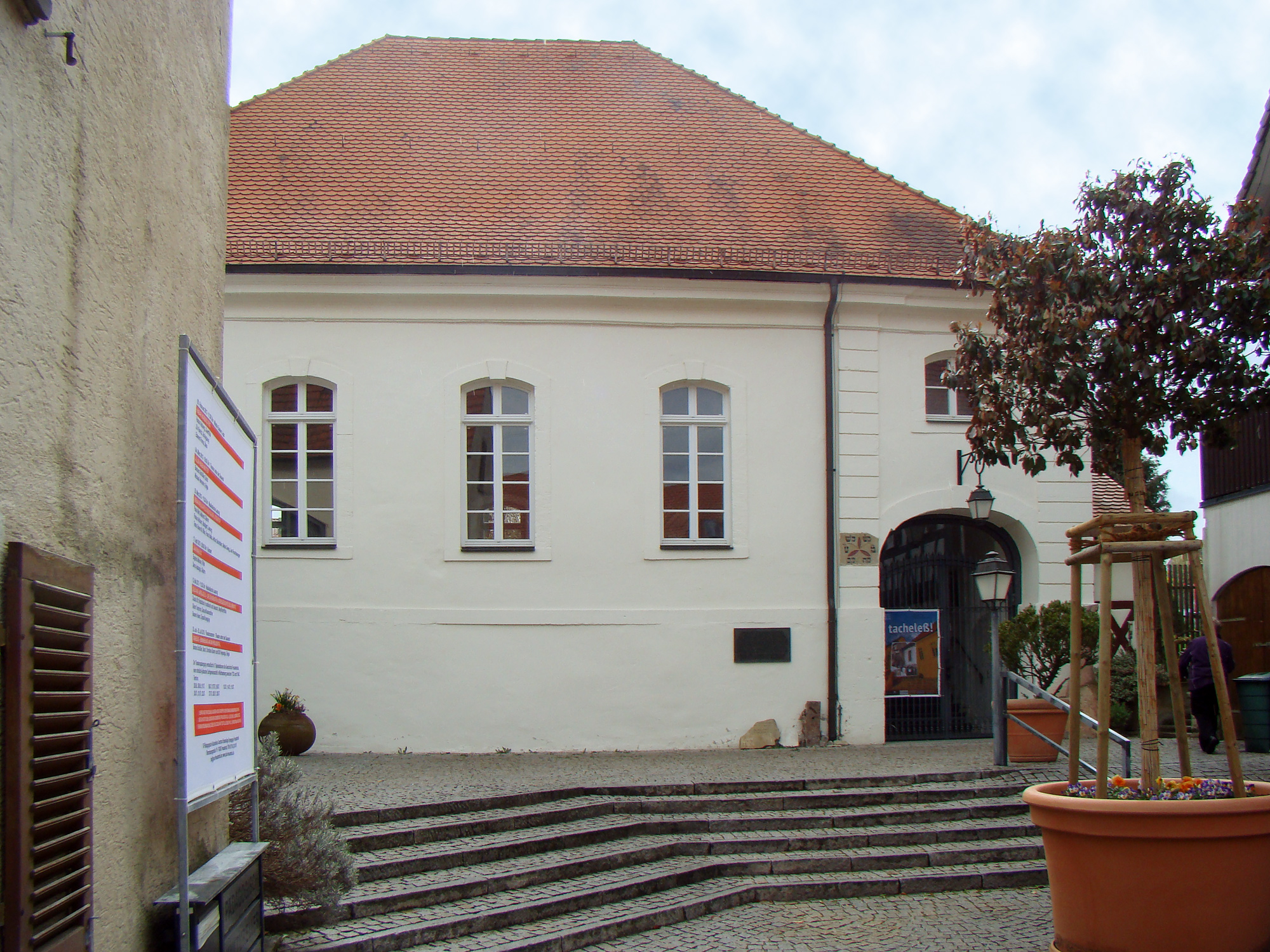
Die ehemalige Synagoge in Freudental

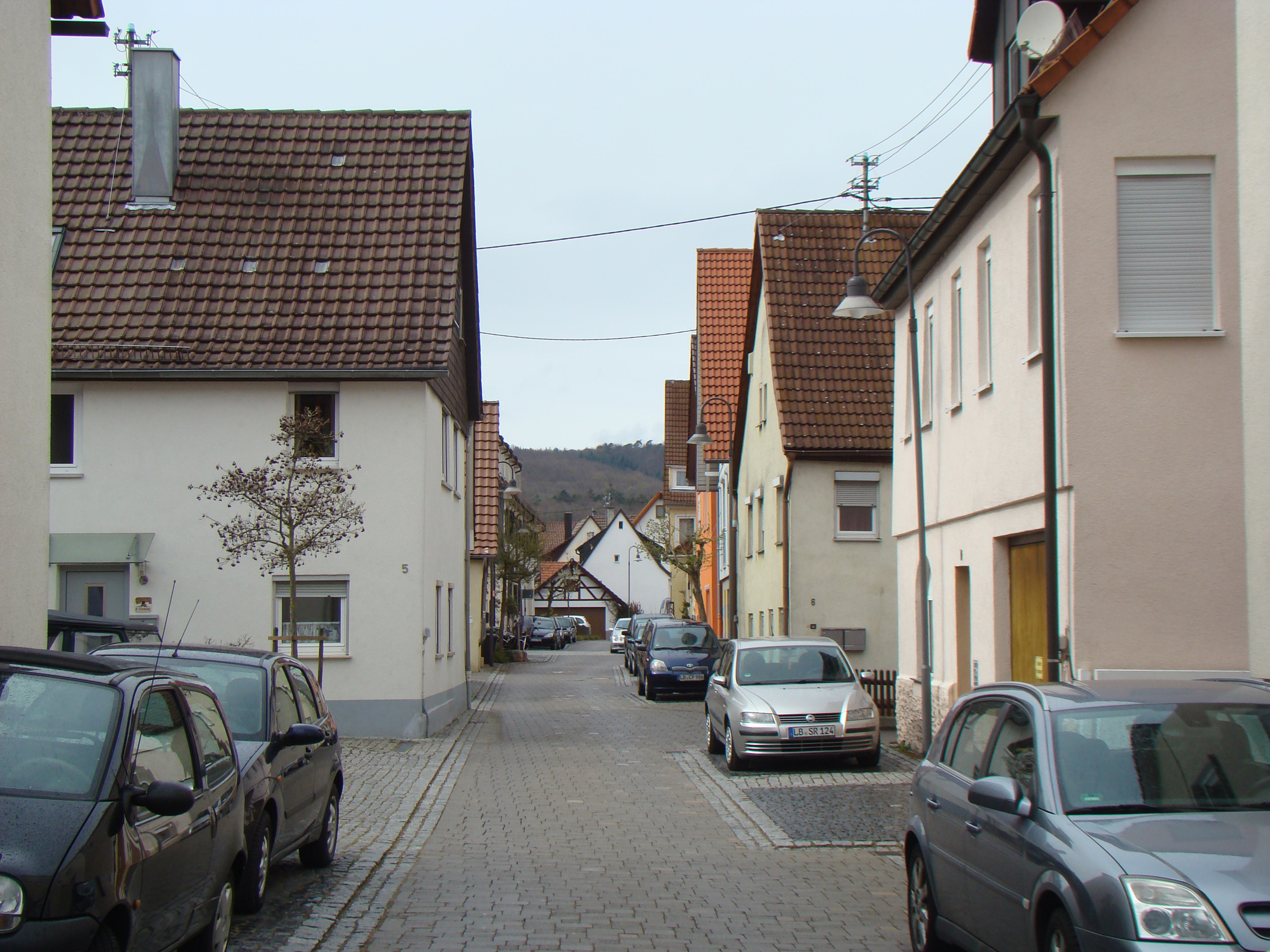
Die Strombergstraße war einst die „Judengasse“

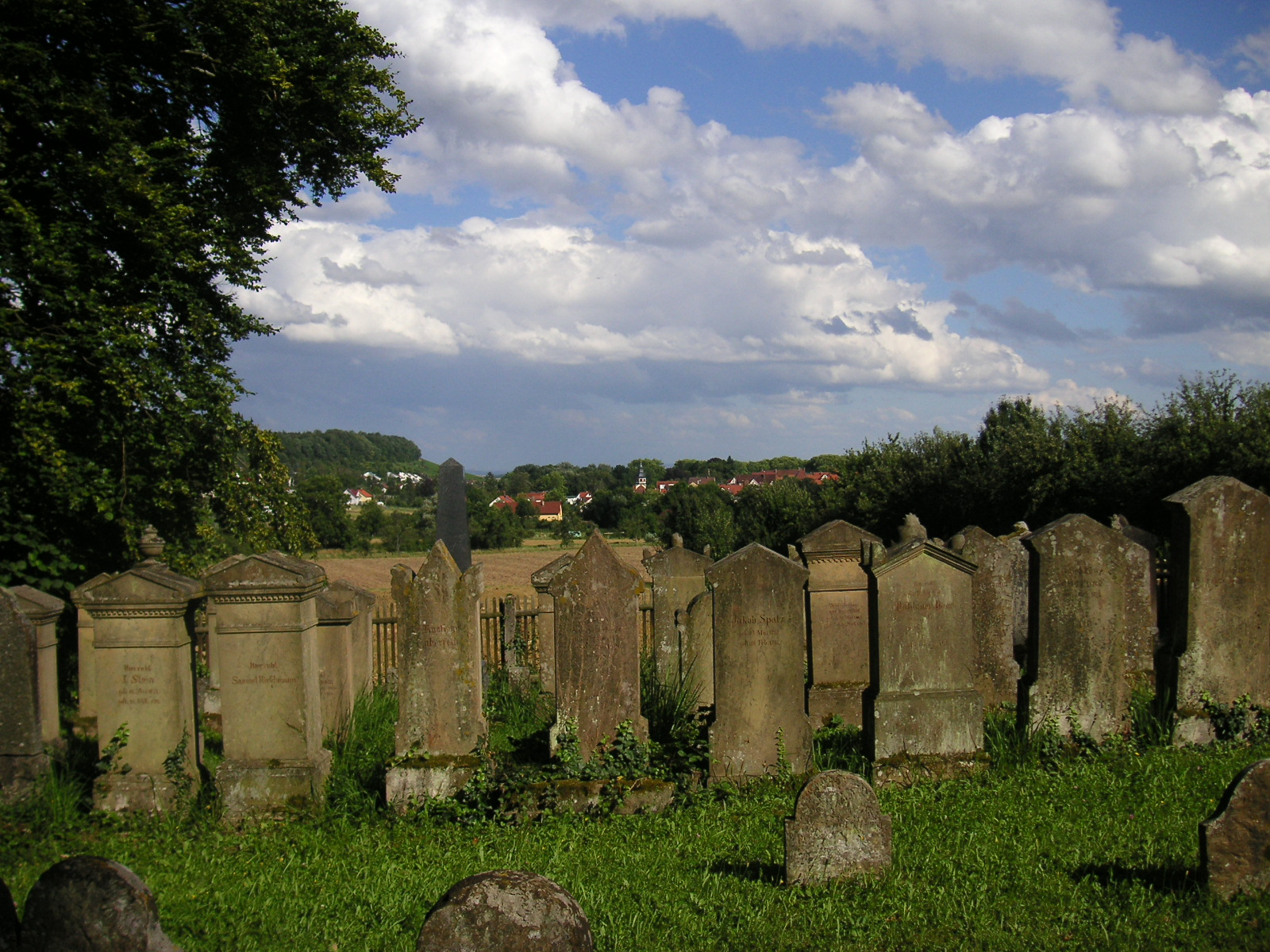
Jüdischer Friedhof in Freudental

Die jüdische Gemeinde in Freudental im Landkreis Ludwigsburg in Baden-Württemberg bestand ab der ersten Hälfte des 18. Jahrhunderts und umfasste in der Mitte des 19. Jahrhunderts über 40 Prozent der Einwohner des Ortes. Die Gemeinde erlebte gegen Ende des 19. Jahrhunderts wie viele andere jüdische Landgemeinden auch ihren Niedergang und erlosch durch die Judenverfolgung zur Zeit des Nationalsozialismus.

## Geschichte
Nachdem Freudental 1710 an Freiherr Johann Gottlieb Zobel von Giebelstadt gekommen war, nahm dieser 1723 den Schutzjuden Seligmann Wolff aus Flehingen mit seiner sechs Haushalte umfassenden Familie auf. Die sechs Familien konnten sich ihre Wohnungen im heute als Judenschlössle bekannten Neuen Bau, dem 1614 errichteten Gesindehaus des Oberschlosses, errichten. 1727 kam der Ort an Wilhelmine von Würben, eine Mätresse des württembergischen Herzogs Eberhard Ludwig, die im Jahr 1731 weiteren Juden die Ansiedlung im Ort erlaubte. Der Schutzbrief von 1731 räumte der jüdischen Gemeinde weitgehende Freiheit in religiösen und rechtlichen Angelegenheiten ein, wurde 1747 von Württemberg, das seit 1736 im Besitz des Ortes war, bestätigt und hat mehrere ebenso liberale Schutzbriefe des späten 18. Jahrhunderts für jüdische Gemeinden der Umgebung beeinflusst.
Insgesamt war es 24 Familien zuzüglich Rabbiner, Vorsänger, Totengräber und Schammes erlaubt, sich in Freudental niederzulassen. Die Juden siedelten sich hauptsächlich in der Judengasse, der heutigen Strombergstraße an, wo sich neben dem Judenschlössle auch bereits die erste Synagoge befand. 1738 umfasste die jüdische Gemeinde bereits 15 Familien, 1757 waren es 22 Haushalte. Der jüdische Hoffaktor David Ullmann, der sich durch die Erlaubnis von Herzog Carl Eugen in Freudental niedergelassen hatte, nahm eigenmächtig weitere jüdische Familien am Ort auf, belegte sie mit willkürlichen Abgaben und ließ die alte Synagoge verkommen. Nach Beschwerden der jüdischen Gemeinde unterstützte die württembergische Regierung 1770 schließlich den Bau der Synagoge Freudental neben dem Judenschlössle. 1811 wurde ein zweiter jüdischer Friedhof (auf Bönnigheimer Markung) angelegt, nachdem der erste, seit 1723 bestehende durch König Friedrich von Württemberg eingeebnet worden war, um eine Fasanerie darauf zu errichten.
Zur jüdischen Gemeinde in Freudental zählten auch die Juden aus Zaberfeld. Da der Rabbiner in Freudental auch Schiedsinstanz für weitere im 18. Jahrhundert entstandene württembergische jüdische Gemeinden der Umgebung war, wurde Freudental 1832 zum Sitz des Bezirksrabbinats Freudental.
1851 hatte Freudental 364 jüdische, 496 evangelische und 8 katholische Einwohner. Ab etwa 1860 ging die Gemeindegröße durch Aus- und Abwanderung stark zurück. Bereits ab 1867 war die Stelle des Bezirksrabbiners nicht mehr besetzt, 1913 wurde das Bezirksrabbinat aufgelöst. Auch die jüdische Religionsschule, die seit 1816 bestand, wurde 1920 wegen der geringen Schülerzahl aufgehoben. 1933 wohnten in Freudental noch 70 jüdische Einwohner. Ein historisches jüdisches Badehaus, die Mikwe, wurde 1858 separat von der Synagoge erbaut.
Das Verhältnis zwischen Christen und Juden in Freudental wird allgemein als gut beschrieben. Die jüdischen Einwohner waren voll integriert und nahmen auch Sitze im Gemeinderat ein. Viele der Freudentaler Juden waren Viehhändler. Da die kargen Böden um Freudental kaum Möglichkeiten zur landwirtschaftlichen Nutzung boten, waren die Arbeitsplätze im Viehhandel ein wichtiger Erwerbszweig für die gesamte Bevölkerung.
Ein umfangreiches Zeugnis des ländlichen Lebens der Freudentaler Juden findet sich in den Fotografien von Eric Sonneman, der den Sommer 1938 in Freudental verbrachte und zahlreiche Fotos von der Feldarbeit seines Onkels Moritz Herrmann schoss. Die Fotografien des Sommers wurden in der Reihe Freudentaler Blätter veröffentlicht. Eric Sonneman emigrierte kurz nach den Aufnahmen in die USA, wo seine Tochter Toby Sonneman Jahrzehnte später die Negative fand und dem Mannheimer Stadtarchiv zur Verfügung stellte. Die Bilder zeigen eine unbeschwerte Seite der Juden Freudentals in alltäglichen Szenen bei für Juden untypischer Landarbeit.
Nachdem in der Reichspogromnacht im November 1938 die Synagoge geschändet und beschädigt wurde, emigrierten die meisten Freudentaler Juden bis 1939. Die letzten 14 jüdischen Bürger wurden 1941/1942 in Vernichtungslager deportiert. An die verfolgten und ermordeten jüdischen Bürger erinnert eine Gedenktafel. Die ehemalige Synagoge blieb erhalten und wurde von einem Trägerverein vor dem Abriss bewahrt. Sie dient nun als pädagogisches Kulturzentrum. Am Anfang und Ende der Strombergstraße gedenkt die Bürgerschaft seit 1988 mit zwei Tafeln der jahrhundertelangen jüdischen Besiedlung dieser bis 1933 so genannten „Judengasse“.

## Persönlichkeiten
- Samuel Marum Mayer (1797–1862), Rechtsgelehrter und Professor in Tübingen
- Seligmann Grünwald (1800–1856), Rabbiner und Autor